# Wiktor Manakow (ur. 1992)
Wiktor Wiktorowicz Manakow (ros. Виктор Викторович Манаков, ur. 9 czerwca 1992 w Moskwie) – rosyjski kolarz torowy i szosowy, brązowy medalista mistrzostw świata i dwukrotny medalista mistrzostw Europy w kolarstwie torowym.

## Kariera
Pierwszy sukces w karierze Wiktor Manakow osiągnął w 20090 roku, kiedy zdobył złoty medal w drużynowym wyścigu na dochodzenie podczas torowych mistrzostw świata juniorów. Rok później zdobył brązowy medal indywidualnie na MŚJ oraz złoty indywidualnie i w omnium na mistrzostwach Europy juniorów. W 2012 roku zwyciężył w omnium i drużynowym wyścigu na dochodzenie podczas mistrzostw świata U-23. Pierwszy medal wśród seniorów zdobył na mistrzostwach Europy w Apeldoorn w 2011 roku, gdzie razem z kolegami z reprezentacji był trzeci. Na rozgrywanych mistrzostwach Europy w Apeldoorn Manakow zwyciężył w omnium. W tej samej konkurencji zdobył również brązowy medal podczas mistrzostw świata w Cali w 2014 roku. W zawodach tych wyprzedzili go jedynie Francuz Thomas Boudat oraz Tim Veldt z Holandii.
Jego ojciec, Wiktor Manakow również był kolarzem.